# Jack et la Grande Aventure du Cochon de Noël
Jack et la Grande Aventure du Cochon de Noël (titre original : The Christmas Pig) est un conte de fées pour enfants de l'auteure britannique J. K. Rowling paru en 2021.

## Résumé
Jack est un petit garçon très attaché à LC, son cochon en peluche.
Après le deuxième mariage de sa mère, Jack fait connaissance de sa demi-sœur : Holly. Ils ne s’entendent pas bien et, un jour, Holly jette LC par la fenêtre de la voiture. Jack est désespéré.
Holly regrette son mauvais geste et essaye de se faire pardonner en lui rachetant la même peluche. Mais pour Jack, les deux peluches ne sont pas du tout pareilles.
La nuit de Noël, alors que Jack est couché, il entend des bruits : le cochon tout neuf de Holly prend vie et propose à Jack d’aller chercher LC dans le monde des objets perdus.
C’est alors qu’une folle aventure commence, qui durera une nuit entière. Jack devra faire face à de nombreux obstacles, pour essayer de retrouver son meilleur ami LC.

## Livre audio
En 2021, un livre audio de Jack et la Grande Aventure du Cochon de Noël est sorti exclusivement sur Audible.com, avec une distribution complète, dont une narration de Lola Naymark, et les voix de Charlotte Hennequin dans le rôle de Jack et Alexis Tomassian dans le rôle du Cochon de Noël.